# الکس وارن
الکساندر وارن هیوز (انگلیسی: Alexander Warren Hughes؛ زادهٔ زادهٔ ۱۸ سپتامبر ۲۰۰۰) خواننده، ترانه‌پرداز و یوتیوبر آمریکایی است. او یکی از اعضای بنیان‌گذار گروه مشترک تیک‌تاکی هایپ هاوس بود که از سال ۲۰۱۹ تا ۲۰۲۲ فعالیت داشت. وارن فعالیت موسیقایی خود را به‌طور مستقل از سال ۲۰۲۱ آغاز کرد و سال بعد با آتلانتیک رکوردز قرارداد امضا کرد. تک‌آهنگ «Burning Down» از نخستین آلبوم چندآهنگهٔ او با عنوان You'll Be Alright, Kid (Chapter 1)‏ (۲۰۲۴)، نخستین اثری بود که وارد جدول بیلبورد هات ۱۰۰ شد. در سال ۲۰۲۵، ترانهٔ «Ordinary» به صدر جدول بیلبورد هات ۱۰۰ رسید و برای چندین هفته در آن جایگاه باقی ماند. این ترانه همچنین در کشورهای دیگری چون استرالیا، کانادا و بریتانیا نیز صدرنشین شد.

## زندگی‌نامه
الکساندر وارن هیوز در ۱۸ سپتامبر ۲۰۰۰ در کارلس‌بد، کالیفرنیا، ایالات متحده به دنیا آمد و همان‌جا رشد کرد. او دو خواهر و یک برادر دارد. پدرش زمانی که او ۹ سال داشت بر اثر سرطان کلیه درگذشت و مادرش که دچار اعتیاد به الکل بود، در سن ۱۸ سالگی او را از خانه بیرون کرد؛ اتفاقی که موجب بی‌خانمانی وارن شد و باعث شد او اغلب شب‌ها را در خودروی دوستانش سپری کند. مادرش در سال ۲۰۲۱ درگذشت.
وارن در سال ۲۰۱۸ با کوور آنان، یکی از اعضای سابق گروه هایپ هاوس که از طریق اسنپ‌چت با او آشنا شده بود، وارد رابطه شد. کوور برای زندگی با وارن در خودروی او، از خانهٔ پدری‌اش در هاوایی به کالیفرنیا نقل مکان کرد. این زوج در شب سال نو ۲۰۲۲ نامزد شدند و در ۲۲ ژوئن ۲۰۲۴ در اسکاندیدو، کالیفرنیا ازدواج کردند.
وارن پیرو مذهب کاتولیک است و گفته آثار موسیقی‌اش از موسیقی‌های نیایش و پرستشی الهام می‌گیرند.